# ترلارا
ترلارا (به اسپانیایی: Torrelara) یک شهرستان در اسپانیا است که در کاستیا و لئون واقع شده‌است.

## خصوصیات
ترلارا ۱۲ کیلومترمربع مساحت و ۲۶ نفر جمعیت دارد.